# 村上俊亮
村上 俊亮（むらかみ しゅんすけ、1901年4月28日 - 1977年3月19日）は、日本の教育学者。

## 人物
宮崎県出身。1927年、東京帝国大学文学部教育学科卒。文部省視学官。1949年、国立教育研究所に入り、1952年に所長。1956年、東京学芸大学学長。のち、青山学院大学学長、岐阜女子大学学長。元東京大学教授の村上泰亮は子。

## 著書
- 『陶冶論』最新教育研究会　1929　最新教育研究叢書
- 『陶冶の基本問題』目黒書店　1931　現代教育問題精選
- 『学校教育の心理』目黒書店　1932　現代教育問題精
- 『民主主義教育の基本理念』民主教育協会　1956　IDE教育選書

## 共編著
- 『リットの文化哲学と教育学』海後宗臣共著　目黒書店　1928
- 『われわれの社会生活』中学社会科3年用教科書　上・下　自由書院 1952
- 『社会科教育』石山脩平共編　新日本教育教会　1954
- 『成人に贈る書』海後宗臣共編　全日本社会教育連合会　1961

## 参考
- 日本人名大事典『村上俊亮』 - コトバンク

| 学職            | 学職                                                          | 学職                       |
| --------------- | ------------------------------------------------------------- | -------------------------- |
| 先代 （新設）   | 中央教育研究所理事長 1953年 - 1972年                          | 次代 海後宗臣              |
| 先代 大木金次郎 | 青山学院大学長 1969年                                         | 次代 大平善梧              |
| 先代 日高第四郎 | 国立教育研究所長 1952年 - 1956年 所長事務代理 1951年 - 1952年 | 次代 稲田清助 所長事務取扱 |
| その他の役職    |                                                               |                            |
| 先代 木下一雄   | 日本教育大学協会会長 1956年 - 1961年                          | 次代 高坂正顕              |